# Muriel Lienau
Muriel Lienau (* 1965) ist eine französische Managerin. Sie ist Chefin von Nestlé Schweiz. Lienau ist nach Nelly Wenger die zweite Frau an der Spitze der Schweizer Landessparte des Konzerns.

## Berufliche Karriere  und Herkunft
Zwischen 1985 und 1988 besuchte Lienau die Businessschule ESCP-EAP. Sie begann 1991 als Markenverantwortliche bei Nestlé in Deutschland. 1994 wurde sie Marketingchefin von Cereal Partners Worldwide Deutschland, einem Frühstücksflocken-Unternehmen von Nestlé mit dem US-Lebensmittelkonzern General Mills. Anschließend wurde sie Informations- und Marketingchefin von Nestlé Deutschland.
2007 wechselte Lienau zu Nestlé Frankreich als Verantwortliche des Kapselkaffees Dolce Gusto. 2011 übernahm Lienau in ihrer Heimat die Leitung der Getränkesparte. Ab 2015 leitete sie die den globalen Vertrieb und die Vermarktung bei der Wassersparte Nestlé Waters. Seit Anfang Juli 2018 steht sie an der Spitze von Nestlé Schweiz.
Lienau ist verheiratet und Mutter von vier Kindern.

## Mandate
- 1988–1991: Marketingchefin bei Revlon Royaume-Uni. 4[3]
- 1991–1994: Brand Manager Confectionery Nestlé Deutschland zur Nestlé-Gruppe
- 1994–1999: Marketingchefin von Cereal Partners Worldwide Deutschland
- 1999–2004: Unabhängige Beraterin in Deutschland
- 2004–2007: Informations- und Marketingchefin Nestlé Deutschland
- 2007–2011: Verantwortliche des Kapselkaffees Dolce Gusto, Nestlé Frankreich
- 2011–2015: Leitung Getränkesparte Nestlé Frankreich
- 2015–2018: Globaler Vertrieb und Vermarktung bei der Wassersparte Nestlé Waters
- Seit Juli 2018: Leitung Nestlé Schweiz